# Soda Stereo: Gira Me Verás Volver
Gira Me Verás Volver de Soda Stereo es la tercera obra grabada en un doble DVD y editada por el grupo. Se trata de canciones extraídas de los recitales que realizaron en 2007 y combinadas logrando un DVD el cual muestra gran parte de las mejores canciones.

## Características
El DVD ofrece gran parte de los momentos vividos por los Sodas (Gustavo, Charly y Zeta) en la Gira realizada en 2007, como así también una serie de contenidos exclusivos.

## Contenido del DVD1 ("Show")
Contiene el material grabado y editado durante la gira "Me Verás Volver".

### Lista de canciones
| Pista | Título                                         | Compositor(es)                                     | Fecha de grabación | País de grabación        | Del álbum                                        |
| ----- | ---------------------------------------------- | -------------------------------------------------- | ------------------ | ------------------------ | ------------------------------------------------ |
| Intro | Algún Día (Título original: Some Day, One Day) | (versión original) May (versión en español) Cerati | N/D                | N/D                      | Tributo a Queen: los grandes del rock en español |
| 01    | Juego de Seducción                             | Cerati                                             | 19/10/2007         | Buenos Aires (Argentina) | Nada Personal                                    |
| 02    | Tele-Ka                                        | Cerati                                             | 04/12/2007         | Miami (Estados Unidos)   | Soda Stereo                                      |
| 03    | Imágenes Retro                                 | Cerati                                             | 21/12/2007         | Buenos Aires (Argentina) | Nada Personal                                    |
| 04    | Texturas                                       | Cerati-Bosio                                       | 03/11/2007         | Buenos Aires (Argentina) | Dynamo                                           |
| 05    | Hombre al agua                                 | Cerati-Melero                                      | 03/11/2007         | Buenos Aires (Argentina) | Canción Animal                                   |
| 06    | En la ciudad de la furia                       | Cerati                                             | 21/12/2007         | Buenos Aires (Argentina) | Doble Vida                                       |
| 07    | Pícnic en el 4.º B                             | Cerati-Bosio-Ficicchia                             | 24/11/2007         | Bogotá (Colombia)        | Doble Vida                                       |
| 08    | Zoom                                           | Cerati                                             | 03/11/2007         | Buenos Aires (Argentina) | Sueño Stereo                                     |
| 09    | Cuando pase el temblor                         | Cerati                                             | 08/12/2007         | Lima (Perú)              | Nada Personal                                    |
| 10    | Final Caja Negra                               | Cerati-Bosio-Ficicchia                             | 21/12/2007         | Buenos Aires (Argentina) | Signos                                           |
| 11    | Corazón delator                                | Cerati                                             | 21/12/2007         | Buenos Aires (Argentina) | Doble Vida                                       |
| 12    | Signos                                         | Cerati                                             | 19/10/2007         | Buenos Aires (Argentina) | Signos                                           |
| 13    | Sobredosis de TV                               | Cerati                                             | 05/12/2007         | Miami (Estados Unidos)   | Soda Stereo                                      |
| 14    | Danza rota                                     | Cerati                                             | 24/11/2007         | Bogotá (Colombia)        | Nada Personal                                    |
| 15    | Persiana americana                             | Cerati-Dafunchio                                   | 03/11/2007         | Buenos Aires (Argentina) | Signos                                           |
| 16    | Fue                                            | Cerati                                             | 24/11/2007         | Bogotá (Colombia)        | Dynamo                                           |
| 17    | En remolinos                                   | Cerati                                             | 02/11/2007         | Buenos Aires (Argentina) | Dynamo                                           |
| 18    | Primavera 0                                    | Cerati                                             | 02/11/2007         | Buenos Aires (Argentina) | Dynamo                                           |
| 19    | No existes                                     | Cerati-Bosio                                       | 03/11/2007         | Buenos Aires (Argentina) | Signos                                           |
| 20    | Sueles dejarme solo                            | Cerati                                             | 21/12/2007         | Buenos Aires (Argentina) | Canción Animal                                   |
| 21    | (En) El séptimo día                            | Cerati-Bosio-Ficicchia                             | 21/12/2007         | Buenos Aires (Argentina) | Canción Animal                                   |
| 22    | Un millón de años luz                          | Cerati                                             | 16/11/2007         | México DF (México)       | Canción Animal                                   |
| 23    | De música ligera                               | Cerati-Bosio                                       | 19/10/2007         | Buenos Aires (Argentina) | Canción Animal                                   |
| 24    | Disco eterno                                   | Cerati                                             | 21/12/2007         | Buenos Aires (Argentina) | Sueño Stereo                                     |
| 25    | Cae el sol                                     | Cerati-Melero                                      | 03/11/2007         | Buenos Aires (Argentina) | Canción Animal                                   |
| 26    | Prófugos                                       | Cerati-Ficicchia                                   | 19/10/2007         | Buenos Aires (Argentina) | Signos                                           |
| 27    | Nada personal                                  | Cerati                                             | 02/11/2007         | Buenos Aires (Argentina) | Nada Personal                                    |
| 28    | Te hacen falta vitaminas                       | Cerati-Bosio                                       | 21/12/2007         | Buenos Aires (Argentina) | Soda Stereo                                      |

## Contenido del DVD2 ("Extras")
Contiene el documental de la gira, la producción L&L (Leo García y Leandro Fresco), Canciones extras y canciones con invitados.

### Temas extras y con invitados
| Pista | Título                    | Invitado                       | Compositor(es)                | Fecha de grabación | País de grabación        | Del álbum        |
| ----- | ------------------------- | ------------------------------ | ----------------------------- | ------------------ | ------------------------ | ---------------- |
| 01    | En camino                 | Ninguno                        | Cerati-Ficicchia-De Sebastian | 19/10/2007         | Buenos Aires (Argentina) | Signos           |
| 02    | Si no fuera por...        | Ninguno                        | Cerati-Bosio-Ficicchia        | 21/12/2007         | Buenos Aires (Argentina) | Nada Personal    |
| 03    | Pícnic en el 4.º B        | Andrea Álvarez                 | Cerati-Bosio-Ficicchia        | 21/12/2007         | Buenos Aires (Argentina) | Doble Vida       |
| 04    | Lo que sangra (La cúpula) | Andrea Álvarez y Carlos Alomar | Cerati                        | 21/12/2007         | Buenos Aires (Argentina) | Doble Vida       |
| 05    | Signos                    | Gillespi                       | Cerati                        | 21/12/2007         | Buenos Aires (Argentina) | Signos           |
| 06    | Danza Rota                | Fabián Quintiero               | Cerati                        | 21/12/2007         | Buenos Aires (Argentina) | Nada Personal    |
| 07    | Persiana Americana        | Fabián Quintiero               | Cerati-Daffunchio             | 21/12/2007         | Buenos Aires (Argentina) | Signos           |
| 08    | Fue                       | Gillespi                       | Cerati                        | 21/12/2007         | Buenos Aires (Argentina) | Dynamo           |
| 09    | Primavera 0               | Richard Coleman                | Cerati                        | 21/12/2007         | Buenos Aires (Argentina) | Dynamo           |
| 10    | No Existes                | Richard Coleman                | Cerati-Bosio                  | 21/12/2007         | Buenos Aires (Argentina) | Signos           |
| 11    | Prófugos                  | Fabián Quintiero               | Cerati-Ficicchia              | 21/12/2007         | Buenos Aires (Argentina) | Signos           |
| 12    | Terapia de Amor Intensiva | Carlos Alomar                  | Cerati-Ficicchia-Coleman      | 21/12/2007         | Buenos Aires (Argentina) | Doble Vida       |
| 13    | El Rito                   | Ninguno                        | Cerati                        | 03/11/2007         | Buenos Aires (Argentina) | Signos           |
| 14    | Trátame suavemente        | Ninguno                        | Melero                        | 24/10/2007         | Santiago (Chile)         | Soda Stereo      |
| 15    | Zona de promesas          | Ninguno                        | Cerati                        | 21/10/2007         | Buenos Aires (Argentina) | Zona de Promesas |

### L&L
Es un mini "detrás de escena" realizado por Leandro Fresco y Leo García.

## Certificaciones
| País      | Organismo certificador | Certificación | Ventas certificadas | Ref.  |
| --------- | ---------------------- | ------------- | ------------------- | ----- |
| Argentina | CAPIF                  | Platino       | 8000                | [ 1 ] |

## Músicos
- Gustavo Cerati: voz y guitarra
- Charly Alberti: batería
- Zeta Bosio: bajo

Músicos invitados
- Tweety González
- Leandro Fresco
- Leo García